# Matt Doherty
Matthew James Doherty (Dublin, 16 de janeiro de 1992) é um futebolista profissional irlandês que atua como lateral-direito. Atualmente está no Wolverhampton.

## Carreira no clube

### Wolverhampton Wanderers
Doherty foi descoberto pelo Wolverhampton Wanderers enquanto jogava pelo Bohemians em um jogo de pré-temporada contra eles em julho de 2010. Apesar de nunca ter jogado uma partida da equipe principal pelo Bohemians, ele foi convidado para um teste e logo assinou um contrato de dois anos (com opção de mais um ano) para se mudar para o clube inglês por uma taxa relatada de £75.000.
O defensor fez sua estreia pelo Wolves em 8 de janeiro de 2011 em uma partida da FA Cup contra o Doncaster Rovers, antes de fazer sua estreia na Premier League em 24 de setembro de 2011 contra o Liverpool.
Em janeiro de 2012, Doherty foi emprestado ao clube da Scottish Premier League Hibernian para a última parte da temporada 2011–12. Aqui, ele jogou em todas as posições da defesa, embora sua preferência fosse a lateral direita. Após estrear em uma vitória por 1 a 0 contra o Kilmarnock em 4 de fevereiro na Scottish Cup, ele fez um total de 17 aparições pelo clube, nas quais marcou dois gols. Sua última partida do período de empréstimo foi a Final da Copa da Escócia de 2012, contra os rivais do Derby de Edimburgo Heart of Midlothian, onde o Hibs perdeu por 5–1. Doherty mais tarde pediu desculpas pelo desempenho da equipe.
Em outubro de 2012, Doherty foi novamente emprestado, juntando-se ao clube da League One Bury em um contrato de três meses. Dois dias depois, Doherty estreou pelo Bury, em uma derrota por 1–0 para o Swindon Town, na primeira de 22 aparições pelo clube. Ele se estabeleceu na equipe titular, jogando na posição de lateral direito e recebendo elogios do técnico Kevin Blackwell. No entanto, os problemas financeiros no Bury fizeram com que seus jogadores emprestados, como Doherty, fossem devolvidos aos seus clubes de origem em janeiro de 2013.

## Carreira no clube

### Wolverhampton Wanderers
Com a nomeação de Dean Saunders como treinador do Wolves em janeiro de 2013, Doherty logo foi promovido a titular da lateral direita do clube e participou ao longo dos últimos meses da temporada 2012–13 enquanto a equipe lutava sem sucesso para evitar um segundo rebaixamento consecutivo. Sob o sucessor de Saunders, Kenny Jackett, Doherty manteve seu lugar na equipe do Wolves e, em setembro de 2013, assinou um novo contrato.
O gol de Doherty contra o Fulham no Molineux durante a temporada 2015–16 foi premiado como o melhor gol da temporada pelo clube. Em 26 de setembro de 2017, ele assinou um novo contrato que o manteria no Wolves até o verão de 2021. No final da temporada 2017–18, o Wolves foi promovido de volta à Premier League após uma ausência de seis anos.
Doherty marcou seu primeiro gol na Premier League pelo Wolves (em sua nona aparição na Premier League) em 6 de outubro de 2018 contra o Crystal Palace, quando a equipe venceu por 1 a 0. Dois dias depois, foi anunciado que Doherty havia vencido o prêmio de Jogador do Mês da Premier League dos Fãs da Professional Footballers' Association de setembro de 2018, tornando-se apenas o quarto jogador irlandês a ganhar este prêmio na história da Premier League.
Doherty marcou seu segundo gol na Premier League pelo Wolves em sua 200ª aparição na liga pelo clube em 30 de novembro de 2018 contra o Cardiff City, em uma derrota por 2 a 1. Em 15 de fevereiro seguinte, ele assinou um novo contrato que o manteria no clube até o verão de 2023.
Doherty marcou seu quarto gol na Premier League, e seu primeiro gol na Premier League marcado no Molineux, em uma vitória por 3 a 1 sobre o Arsenal, a primeira vitória do Wolves contra o Arsenal desde 1979, em 24 de abril de 2019. Em 8 de agosto, ele marcou o primeiro gol da equipe em uma vitória por 4 a 0 em sua estreia em competições europeias na Terceira F
ase de Qualificação da UEFA Europa League contra o FC Pyunik em Yerevan, Armênia.
Escrevendo no The Guardian em dezembro de 2019, Paul Doyle declarou Doherty como o melhor jogador do Wolves da década. Ele marcou sua 300ª aparição pelo clube (em todas as competições) no último jogo da liga da temporada 2019–20 fora de casa contra o Chelsea em 26 de julho de 2020. A 302ª e última aparição de sua passagem de dez anos foi nas quartas de final da UEFA Europa League contra o Sevilla em 11 de agosto.

### Tottenham Hotspur
Em 30 de agosto de 2020, Doherty foi vendido ao Tottenham Hotspur por £13.4 milhões sem adicionais e assinou um contrato de quatro anos . Como torcedor vitalício do Arsenal, Doherty havia expressado seu amor pelos rivais locais do Tottenham nas redes sociais e, ao assinar pelo Tottenham, o jogador e o clube fizeram um vídeo descontraído sobre a exclusão desses comentários históricos. Ele estreou em 13 de setembro em uma derrota em casa por 1 a 0 contra o Everton.

## Carreira no clube
Doherty batalhou por sua posição de lateral direito contra Serge Aurier. Em 2 de janeiro de 2021, ele foi expulso ao final de uma vitória em casa por 3 a 0 sobre o Leeds United.
Em 26 de fevereiro de 2022, Doherty marcou seu primeiro gol pelo Tottenham em um confronto da Premier League contra o Leeds United no Elland Road.
O Tottenham eventualmente venceu o jogo por 4 a 0, no qual Son Heung-min e Harry Kane também se tornaram a parceria mais letal da Premier League em termos de gols e assistências um para o outro. Em 9 de abril de 2022, Doherty sofreu uma lesão no ligamento colateral medial em uma vitória sobre o Aston Villa que o deixou fora de ação pelo resto da temporada.
Doherty marcou seu primeiro gol na temporada 2022–23 - seu terceiro pelo clube - na vitória do Spurs por 4 a 0 sobre o Crystal Palace no Selhurst Park em 4 de janeiro de 2023.

### Atlético de Madrid
Em 31 de janeiro de 2023, o Spurs rescindiu o contrato de Doherty para que ele pudesse se juntar ao clube da La Liga Atlético de Madrid.

### Retorno ao Wolves
Em 20 de julho de 2023, Doherty retornou ao Wolves em um contrato de três anos, de graça.
Doherty voltou à ação da equipe principal do Wolves, três anos e 18 dias após sua última participação pelo clube, em uma partida da EFL Cup em casa contra o Blackpool em 29 de agosto de 2023, e anunciou seu retorno com dois gols em uma vitória por 5 a 0.
Doherty marcou seu primeiro gol pelo Wolves na Premier League desde que retornou ao clube na temporada de transferências de verão, na véspera de Natal de 2023 no Molineux, o primeiro jogo da liga em 24 de dezembro em 28 anos: o vencedor em uma vitória por 2 a 1 sobre o Chelsea.

## Títulos
Wolverhampton Wanderers
- Football League One: 2013–14
- EFL Championship: 2017–18[45]